# تیم ملی فوتبال زنان بحرین
تیم ملی فوتبال زنان بحرین (انگلیسی: Bahrain women's national football team) نماینده فوتبال زنان این کشور در رده ملی است و تحت نظارت فدراسیون فوتبال بحرین قرار دارد.